# Neuenhagen (przystanek kolejowy)
Neuenhagen – zlikwidowany przystanek osobowy w Neuenhagen, w Brandenburgii, w Niemczech.